# بالمخادو
بالمخادو (به اسپانیایی: Valmojado) یک شهرستان در اسپانیا است که در استان تولدو واقع شده‌است.

## خصوصیات
بالمخادو ۲۶ کیلومترمربع مساحت و ۴٬۲۱۶ نفر جمعیت دارد و ۶۶۱ متر بالاتر از سطح دریا واقع شده‌است.